# ГЕС Blowering
ГЕС Blowering — гідроелектростанція на південному сході Австралії. Знаходячись після ГЕС Тумут 3, становить нижній ступінь гілки Сноуі-Тумут гідровузла Snowy Mountains Scheme, котра використовує ресурс зі сточищ Мюррею (басейн Великої Австралійської затоки Індійського океану) та Сноуі-Рівер (тече до Бассової протоки).
Відпрацьована на станції Тумут 3 вода потрапляє до створеного на річці Тумут (ліва притока Маррамбіджі, яка в свою чергу є правою притокою Мюррею) водосховища Jounama (з 2010 року при греблі останнього працює мала ГЕС Jounama потужністю 14 МВт). А ще нижче по течії створили велике сховище Blowering з площею поверхні 44 км2 та об'ємом 1632 млн м3 (корисний об'єм 1608 млн м3), для чого звели кам'яно-накидну греблю висотою 112 метрів, довжиною 808 метрів та завтовшки від 9 (по гребеню) до 402 (по основі) метрів, яка потребувала 8,7 млн м3 матеріалу.
Пригреблевий машинний зал обладнали однією турбіною типу Френсіс потужністю 80 МВт, яка працює при напорі від 12 до 87 метрів.